# Pentathlon navale

Una fase della prova di percorso ad ostacoli di una gara di pentathlon navale

Il pentathlon navale è una disciplina, simile al pentathlon moderno che viene praticata esclusivamente da atleti militari in occasione dei relativi campionati mondiali militari e dei Giochi mondiali militari, entrambe le manifestazioni organizzate dalla federazione internazionale che governa lo sport militare, il Conseil International du Sport Militaire.

## Storia
Fu il comandante Giuseppe Vocaturo, della Marina militare italiana che nel 1953 ideò il pentathlon navale.

## Prove
- Percorso a ostacoli: il concorrente corre su una distanza di 305 metri (richiama il percorso, pieno di difficoltà, che il marinaio compiva all'interno delle navi).
- Percorso di salvataggio: prova che si disputa in piscina (richiama le gesta del componente dell'equipaggio quando si adopera per il salvataggio di un uomo caduto in mare).
- Percorso di nuoto utilitario: il concorrente esegue una prova di nuoto con le pinne e il trasporto del fucile subacqueo, la prova si disputa in piscina.
- Percorso di tecnica navale: consiste nell'arrampicarsi su un pennone (a simboleggiare l'albero maestro della nave) e poi continuando la prova su un battello tra delle boe.
- Percorso anfibio: 2500 metri di corsa con il fucile e quindi, similmente al biathlon ma all'asciutto, il tiro a cinque bersagli.